# 2021년 FIFA U-17 월드컵
2021년 FIFA U-17 월드컵은 2021년에 페루에서 개최될 예정이었던 19번째 FIFA U-17 월드컵 대회이다. FIFA는 2020년 12월 24일에 공개된 공식 성명을 통해 코로나19 범유행의 여파를 고려하여 2021년 FIFA U-17 월드컵 개최를 취소하는 한편 2023년 FIFA U-17 월드컵을 페루에서 개최하기로 결정했다.

## 개최를 희망했던 국가
- 인도네시아
- 페루

국제 축구 연맹(FIFA)은 2019년 10월 24일에 중국 상하이에서 열린 FIFA 평의회에서 페루를 해당 대회의 개최국으로 선정했다.

## 참가할 예정이던 팀
| 연맹                     | 예선                            | 참가할 예정이던 팀 |
| ------------------------ | ------------------------------- | ------------------ |
| AFC (아시아)             | 2020년 AFC U-16 챔피언십        | 없음               |
| CAF (아프리카)           | 2021년 아프리카 U-17 네이션스컵 | 없음               |
| CONCACAF (북중미&카리브) | 2021년 CONCACAF U-17 챔피언십   | 없음               |
| CONMEBOL (남아메리카)    | 2021년 남아메리카 U-17 챔피언십 | 없음               |
| OFC (오세아니아)         | 2020년 OFC U-16 챔피언십        | 없음               |
| UEFA (유럽)              | 2021년 UEFA U-17 챔피언십       | 없음               |
| 개최국                   | 개최국                          | 페루               |